# Бронзова Зірка (США)
Бро́нзова Зі́рка (США) (англ. Bronze Star Medal)  — військова нагорода США, четверта за значущістю нагорода в Збройних силах США. Заснована в лютому 1944 року. Може вручатися за видатні досягнення або в разі нагородження медаллю армією, Повітряними чи Космічними силами ЗС США за доблесть, виявлену в бою (в останньому випадку на медалі присутня літера V, від Valor — доблесть). Якщо медаль вручається ВМС, морською піхотою або Береговою охороною за доблесть або заслуги в бою, на медалі дозволено носити бойову літеру «V».
Офіцери інших збройних сил США мають право на отримання цієї нагороди, так само як і іноземні солдати, які служили в одному з видів Збройних сил США або разом з ними як союзники.
Цивільні особи, які служили разом зі збройними силами США і брали участь у бойових діях, також мають право на отримання цієї нагороди. Наприклад, репортер UPI Джо Галлоуей був нагороджений Бронзовою зіркою з буквою «V» за дії під час війни у В'єтнамі, зокрема, за порятунок важкопораненого солдата під обстрілом у битві в долині Я-Дранг у 1965 р. Іншим відомим цивільним нагородженим Бронзовою Зіркою був письменник Ернест Гемінґвей.

## Історія
Медаль «Бронзова Зірка» була заснована наказом № 9419 від 4 лютого 1944 року (уточнено положення Виконавчим наказом № 11046 від 24 серпня 1962 року зі змінами, внесеними Виконавчим наказом № 13286 від 28 лютого 2003 року). Медаль «Бронзова зірка» може бути вручена міністром військового відомства або міністром національної безпеки у випадку Берегової охорони, коли нагороджений не перебував на службі у Військово-морському відомстві, або такими військовими командирами чи іншими відповідними офіцерами, які можуть бути призначені відповідним міністром, будь-якій особі, яка, перебуваючи на будь-якій посаді в армії, флоті, морській піхоті, повітряних та космічних силах або береговій охороні США після 6 грудня 1941 року, щойно відзначилася або відзначилася ретроспективно героїчним вчинком або видатними досягненнями чи службою, не пов'язаною з участю в повітряних польотах,
1. a) в ході бойових дій проти противника США
2. b) під час участі у військових операціях, пов'язаних з конфліктом з протилежною іноземною силою; або
3. c) при проходженні служби в дружніх іноземних військах, які брали участь у збройному конфлікті проти протилежної збройної сили, в якому США не є воюючою стороною.

Представлення на нагородження надається за героїчні вчинки меншого ступеня, ніж ті, що відповідають критеріям для нагородження Срібною зіркою. Заслуги або доблесна поведінка повинні бути меншими, ніж ті, що вимагаються для нагородження орденом Легіону Заслуг, але, тим не менш, вони повинні бути гідними і здійсненими з відзнакою.
Медаллю «Бронзова зірка» без літери «V» може бути нагороджений кожен військовослужбовець Збройних сил США, який після 6 грудня 1941 року був згаданий у наказах або нагороджений грамотою за зразкову поведінку в наземному бою проти озброєного противника в період з 7 грудня 1941 року по 2 вересня 1945 року. Нагородження нагрудними відзнаками армії США «Бойовий піхотинець» або «Бойовий медик» зі згадкою в наказах є підставою для нагородження медаллю. Документи, оформлені після 4 серпня 1944 року у зв'язку з рекомендаціями до нагородження нагородами вищого ступеня, ніж медаль «Бронзова зірка», не можуть бути підставою для нагородження за цим критерієм.
Починаючи з 11 вересня 2001 року, медаль «За похвальну службу», що була заснована в 1969 році, також може вручатися замість медалі Бронзова Зірка (без бойової літери «V») за видатні досягнення на визначеному театрі воєнних дій.

## Опис нагороди
Медаль «Бронзова зірка» була розроблена Рудольфом Фройндом (1878—1960) дізайнером ювелірної фірми Bailey, Banks & Biddle (Фройнд також розробив дизайн «Срібної зірки»).
Медаль являє собою бронзову зірку діаметром 1+1⁄2 дюйма (38 мм) в окружності. У центрі — накладена бронзова зірка діаметром 3⁄16 дюйма (4,8 мм), центральна лінія всіх променів обох зірок збігається до центру. На реверсі розміщено напис «HEROIC OR MERITORIAL ACHIEVEMENT» («Героїчне або видатне досягнення») з місцем для гравіювання імені нагородженого. Зірка підвішується до стрічки за допомогою металевої петлі прямокутної форми із заокругленими кутами. Підвісна стрічка має ширину 1+3⁄8 дюйма (35 мм) і складається з наступних смужок: 1⁄32 дюйма (0,79 мм) білої 67101; 9⁄16 дюйма (14 мм) червоної 67111; 1⁄32 дюйма (0,79 мм) білої; центральна смужка 1⁄8 дюйма (3,2 мм) ультрамариново-синьої 67118; 1⁄32 дюйма (0,79 мм) білої; 9⁄16 дюйма (14 мм) червоної; і 1⁄32 дюйма (0,79 мм) білої.
Військовослужбовець ЗС США може бути відзначений за героїзм у бою і нагороджений більш ніж однією Бронзовою Зіркою, що теоретично дає право на носіння більшої кількості літер «V», на кожній підвісці та стрічці медалі можна носити лише одну металеву літеру «V».
Для носіння на медалі Бронзової зірки наведені нижче знаки на стрічці повинні бути спеціально дозволені в нагородному листі, критерії та порядок носіння знаків різняться в різних видах збройних сил:
- дубове листя — в армії, Повітряних та Космічних силах — носять для позначення додаткових нагород.
- 5/16-дюймова зірка — у ВМС, Корпусі морської піхоти та Береговій охороні — для позначення додаткових нагород.
- літера «V» — в армії «V» носять виключно для позначення «участі в актах героїзму, пов'язаних з конфліктом з озброєним ворогом»; у Повітряних та Космічних силах «V» носять для позначення героїзму в бою.
- бойова «V» — у Військово-морських силах, морській піхоті та береговій охороні носять на знак бойового героїзму або для відзначення осіб, які «діяли попри особисту небезпеку під час безпосередньої участі в бойових операціях».

## Відомі нагороджені
Серед найвідоміших кавалерів медалі Бронзова зірка є:
| - Джо Медіс Кроу - генерал-майор Джуліус Адлер - Едді Альберт - Роберт Барроу - Тоні Беннетт - Омар Бредлі | - Едвард Брук - Леонард Чепмен - Том Коттон - Ден Креншо - Роберт Кушман - Дітер Денглер | - Рон Десантіс - Боб Доул - Дейл Дай - Джордж Кеннеді - Джеремая Дентон - Марк Еспер | - Генрі Фонда - Майкл Хагі - Ернест Гемінґвей - Боб Ґантон - Денієл Іноуї - Джеймс Логан Джонс | - Боб Керрі - Джон Керрі - Чарльз Крулак - Бен Кі - Генрі Кіссінджер - Дуглас Макартур | - Джеймс Меттіс - Джон Маккейн - Гленн Міллер - Гаролд Ґ. Мур - Пітер Пейс - Роберт Неллер | - Ферруччо Паррі - Джордж Сміт Паттон - Девід Петреус - Колін Павелл - Ентоні Радакін - Елліот Річардсон | - Том Рідж - Міккі Руні - Род Серлінг - Олівер Стоун - Пет Тіллман - Лі Ван Кліф |